# Hämeenlinna
Hämeenlinna, ou Tavastehus en suédois, ville du sud de la Finlande, est la capitale de la province de Finlande méridionale et de la région du Kanta-Häme. C'est la ville natale du compositeur Jean Sibelius.
Les municipalités d'Hauho, Kalvola, Lammi, Renko et Tuulos ont fusionné avec Hämeenlinna le 1er janvier 2009.

## Géographie
Elle est située sur les bords du lac Vanajavesi, au sud de la région des lacs.
La municipalité d'Hämeenlinna compte 339 lacs dont les plus étendus sont Vanajavesi, Kukkia et Kuohijärvi.
Une ligne d'eskers orientée Nord-ouest-Sud-est traverse la zone urbaine, dont les eskers Ahvenistonharju et Hattelmalanharju.
Le territoire d'Hämeenlinna est vallonné; le centre de Hämeenlinna et, par exemple, les quartiers de Myllymäki et d'Hätilä sont situés au sommet de collines.
La commune est bordée par Akaa, Asikkala, Hattula, Hausjärvi, Hollola, Janakkala, Kärkölä, Loppi, Padasjoki, Pälkäne, Tammela, Urjala ja Valkeakoski.

## Démographie
Depuis 1980, l'évolution démographique d'Hämeenlinna est la suivante, :
| Année      | 1751 | 1805  | 1860  | 1900  | 1930  | 1964   | 1982   |
| ---------- | ---- | ----- | ----- | ----- | ----- | ------ | ------ |
| population | 649  | 1 689 | 2 915 | 5 357 | 8 500 | 29 555 | 41 986 |

| Année      | 1996   | 2011   | 2015   | 2020   |
| ---------- | ------ | ------ | ------ | ------ |
| population | 44 891 | 66 829 | 68 001 | 67 713 |

Au 31 décembre 2017, les habitants de la municipalité d'Hämeenlinna sont répartis comme suit :
| # | Conurbation | Population (31.12.2017) | Carte des conurbations |
| - | ----------- | ----------------------- | ---------------------- |
| 1 | Hämeenlinna | 49 922                  |                        |
| 2 | Lammi       | 2 824                   |                        |
| 3 | Iittala     | 2 345                   |                        |
| 4 | Renko       | 1 173                   |                        |
| 5 | Hauho       | 1 159                   |                        |
| 6 | Eteläinen   | 608                     |                        |
| 7 | Syrjäntaka  | 531                     |                        |

## Histoire

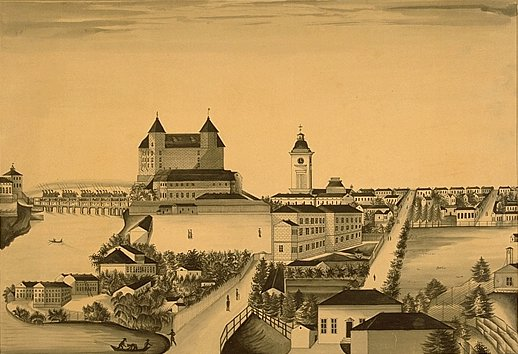
Hämeenlinna dans les années 1850.

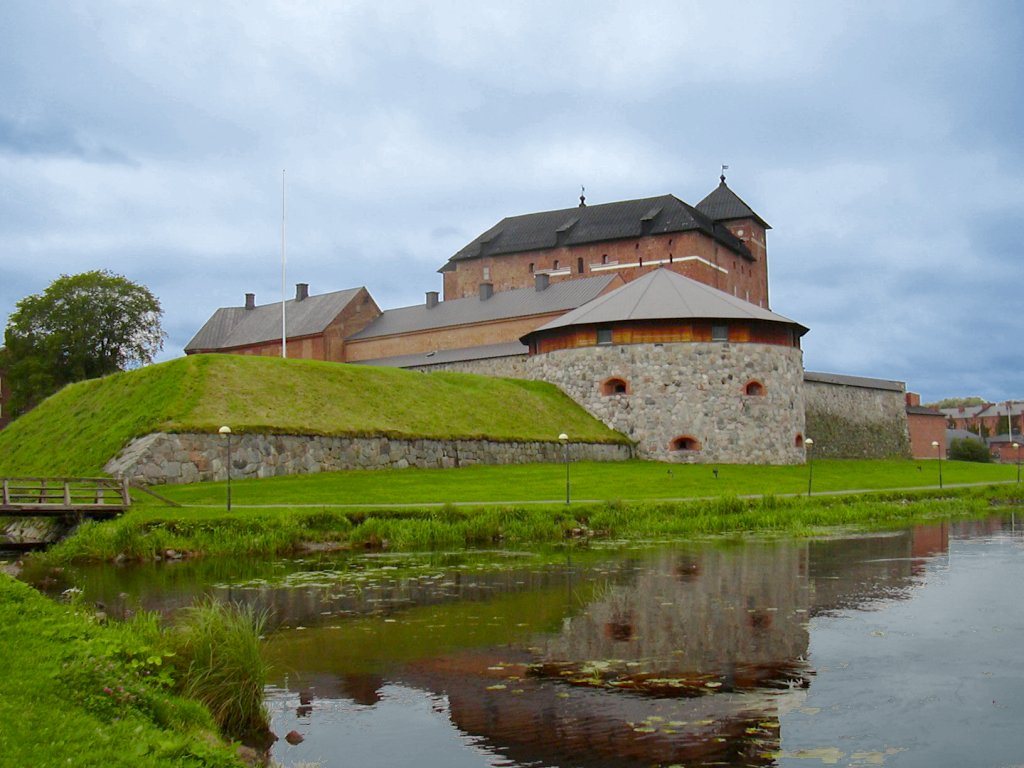
Le château du Häme

Hämeenlinna s'est développée en tant que zone habitée dès les temps préhistoriques au bord du lac Vanajavesi.
Près du centre-ville, la péninsule de Varikonniemi est un endroit archéologique significatif mais controversé. Selon certains chercheurs l'endroit dit ville de Vana était un lieu d'habitation de l'âge du fer et du Moyen Âge.
À proximité de la ville on trouve des collines fortifiées dont les plus connues sont celles d'Aulanko et de Hakoinen.
La construction du château du Häme commence, après la croisade au Häme (fi) de Birger Jarl, au début du XIVe siècle sur l’actuelle péninsule de Linnanniemi.
La zone au nord du château commence alors à se peupler.
Le village de Hämeenlinna est la première ville intérieure de Finlande à recevoir de Per Brahe ses droits de cité en janvier 1639 après que le roi de Suède l'eut déplacée d'un kilomètre au sud, sur la colline où la ville est actuellement située.
En 1777, Gustave III décide de déplacer la ville au sud de son emplacement actuel sur la colline Niementausta vers les terres de Saaristen Latokartano.
Le premier plan d'urbanisme a été élaboré par Axel Magnus von Arbin, et le transfert a eu lieu à partir de l'année suivante.
Dans la zone de la vieille ville, il y a une ancienne zone de garnison maintenant connue sous le nom de caserne du château.
Gustav III a aussi fait construit l'église d'Hämeenlinna, qui est ronde comme son modèle le Panthéon romain.
Cependant, l'apparence originale de l'église a changé de manière décisive au XIXe siècle lorsqu'un clocher a été ajouté à l'édifice qui a été agrandi et est devenu cruciforme.
Le 14 septembre 1831, un grand incendie a détruit environ les trois quarts d'Hämeenlinna, y compris le palais du gouvernement du comté et le bâtiment de l'école.
Cependant, l'église et certains des îlots urbains derrière l'église ont été épargnés.
La ville a été reconstruite sur la base d'un nouveau plan d'urbanisme élaboré par Carl Ludvig Engel.
Hämeenlinna est alors devenue une ville de style Empire, dont son architecture garde aujourd'hui des fragments.
Durant la Guerre civile finlandaise de 1918, Hämeenlinna est initialement dans une région gouvernée par les gardes rouges, mais la garde blanche reprendra la ville avec l'aide des Allemands lors de la conquête d'Hämeenlinna (fi) du 26 avril 1918.
Après la guerre, le camp de prisonniers d'Hämeenlinna est mis en place dans la zone de la caserne de Poltinaho pour y emprisonner les gardes rouges.
Parmi les compétitions des jeux olympiques d'été de 1952, un pentathlon moderne a eu lieu à Hämeenlinna sur le terrain de sport de Kauriala et à la piscine couverte d' Ahvenisto.
La rocade de la route nationale 3 contournant le centre-ville est l'un des premiers tronçons autoroutiers de Finlande et a été achevé en 1965.
Dans les années 1960 et 1970, le paysage urbain a considérablement changé à mesure que de nouvelles constructions ont été construites dans le centre ville.

## Administration

### Conseil municipal
Les conseillers municipaux sont répartis comme suit:
| Parti     | Parti                               | Sièges 2021–2025 |
| --------- | ----------------------------------- | ---------------- |
|           | Parti social-démocrate de Finlande  | 14               |
|           | Parti de la Coalition nationale     | 14               |
|           | Alliance de gauche                  | 2                |
|           | Vrais Finlandais                    | 10               |
|           | Ligue verte                         | 5                |
|           | Chrétiens-démocrates                | 2                |
|           | Parti du centre                     | 4                |
|           | Parti populaire suédois de Finlande | 0                |
| Sources : |                                     |                  |

## Économie

### Principales entreprises
En 2021, les principales entreprises d'Hämeenlinna par chiffre d'affaires sont :
| Société                         | C.A.    |
| ------------------------------- | ------- |
| Ssab Europe Oy                  | 2000 M€ |
| Kamux Suomi Oy                  | 491 M€  |
| Huhtamaki Foodservice Nordic Oy | 69 M€   |
| Hämeenlinnan Osuusmeijeri       | 62 M€   |
| Hämeen ammattikorkeakoulu Oy    | 54 M€   |
| Canpack Finland Oy              | 53 M€   |
| Heimon Kala Oy Hämeenlinna      | 47 M€   |
| Paccor Finland Oy               | 46 M€   |
| Kanta-Hämeen Tuoretuote Oy      | 39 M€   |
| Sarastia Rekry Oy               | 38 M€   |

### Employeurs
En 2021, ses plus importants employeurs sont:
| Employeur                       | Employés |
| ------------------------------- | -------- |
| Ssab Europe Oy                  | 4219     |
| Sarastia Rekry Oy               | 805      |
| Hämeen ammattikorkeakoulu Oy    | 668      |
| Kamux Suomi Oy                  | 416      |
| Huhtamaki Foodservice Nordic Oy | 263      |
| Paccor Finland Oy               | 193      |
| Vitabalans Oy                   | 162      |
| Canpack Finland Oy              | 143      |
| Constex Oy                      | 111      |
| NHKdairy Oy                     | 97       |

## Lieux et monuments

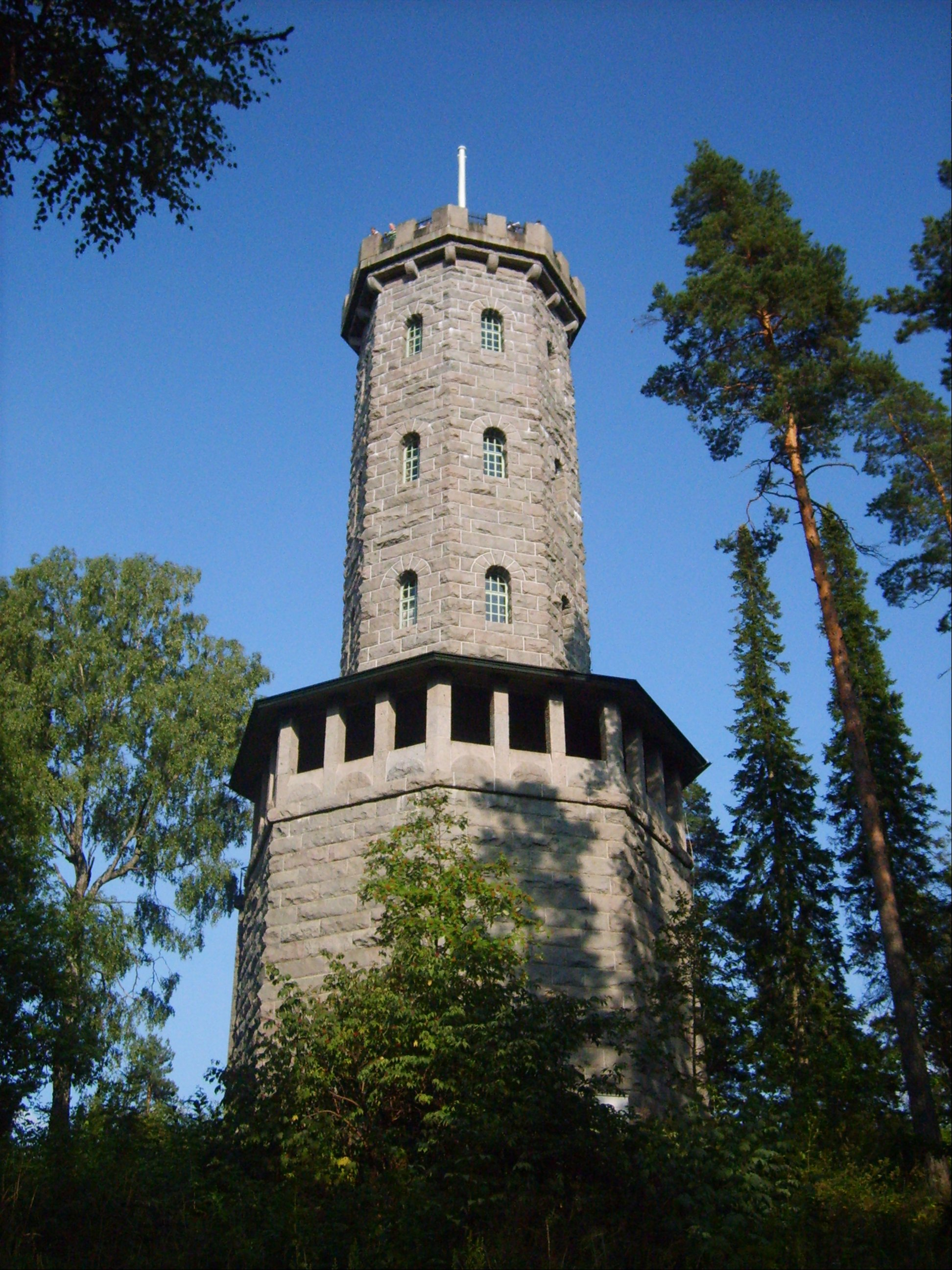
Tour d'observation d'Aulanko.

La ville compte deux sites touristiques majeurs.
Le premier est son château du Häme médiéval, forteresse de brique datant du XIIIe siècle.
L'autre est le parc naturel d'Aulanko, parc d'un manoir du XIXe siècle et sa tour panoramique. Les alentours du parc sont bordés par un hôtel balnéaire et des terrains de golf.
Au centre-ville, se trouvent la place du marché et la rue Raatihuoneenkatu.
| Carte de lieux et monuments d'Hämeenlinna                                              |
| Carte interactive de lieux et monuments d'Hämeenlinna (cliquer pour voir les détails). |

### Monuments
Les monuments historiques les plus connus d'Hämeenlinna sont la mairie d'Hämeenlinna, le manoir de Vanaja, le château d'Hakoinen, le lycée d'Hämeenlinna, la gare ferroviaire d'Hämeenlinna, la résidence du gouverneur, le théâtre d'Hämeenlinna, la Verkatehdas, le manoir de Perttula et le manoir d'Hahkiala.

### Églises

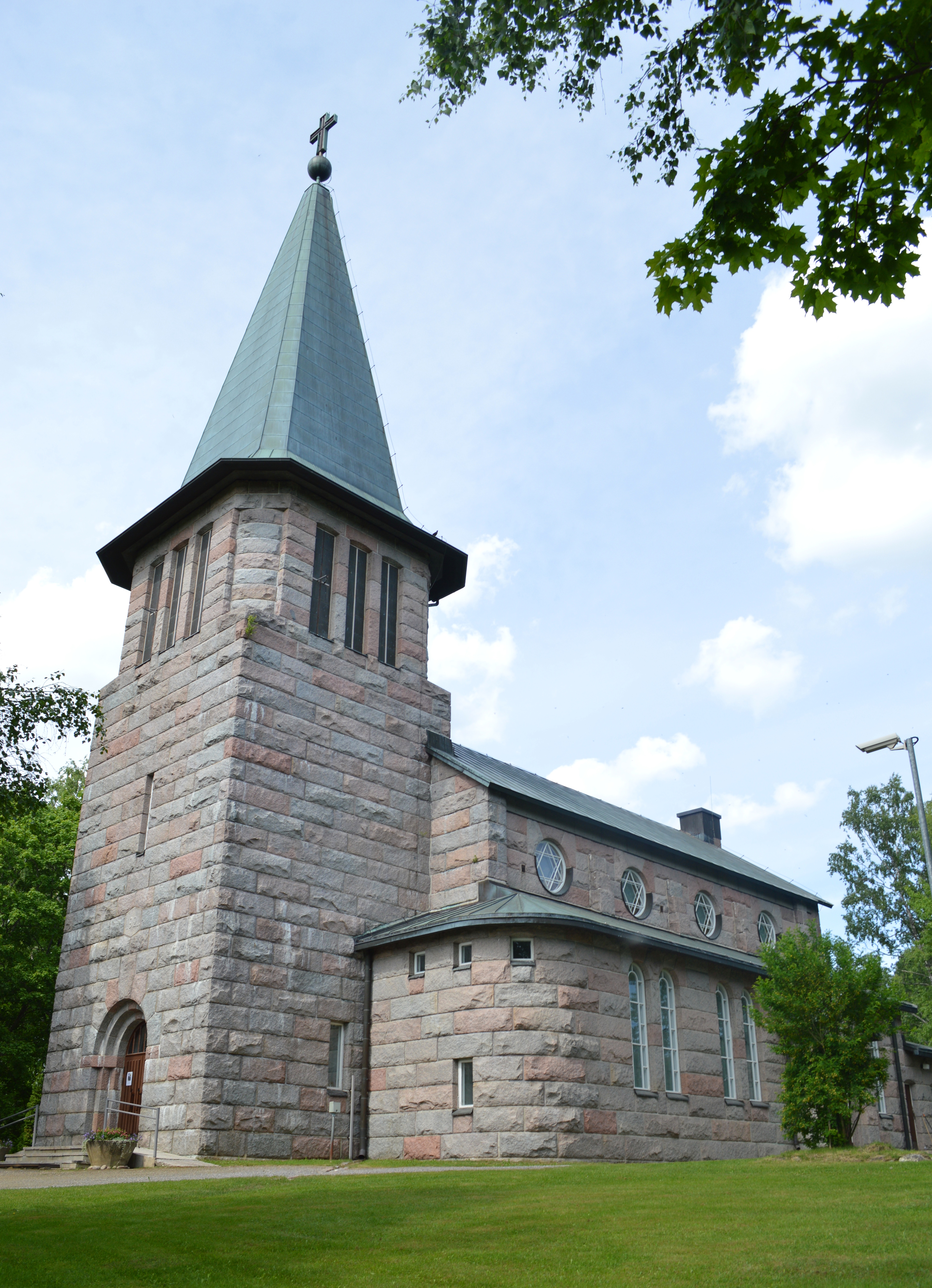
L'église de Kalvola.

Les églises principales d'Hämeenlinna sont l'église d'Hämeenlinna, l'église de Vanaja, l'église de Tuulos, l'église de Lammi, l'église de Kalvola, église de Renko et l'église de Hauho.

### Musées

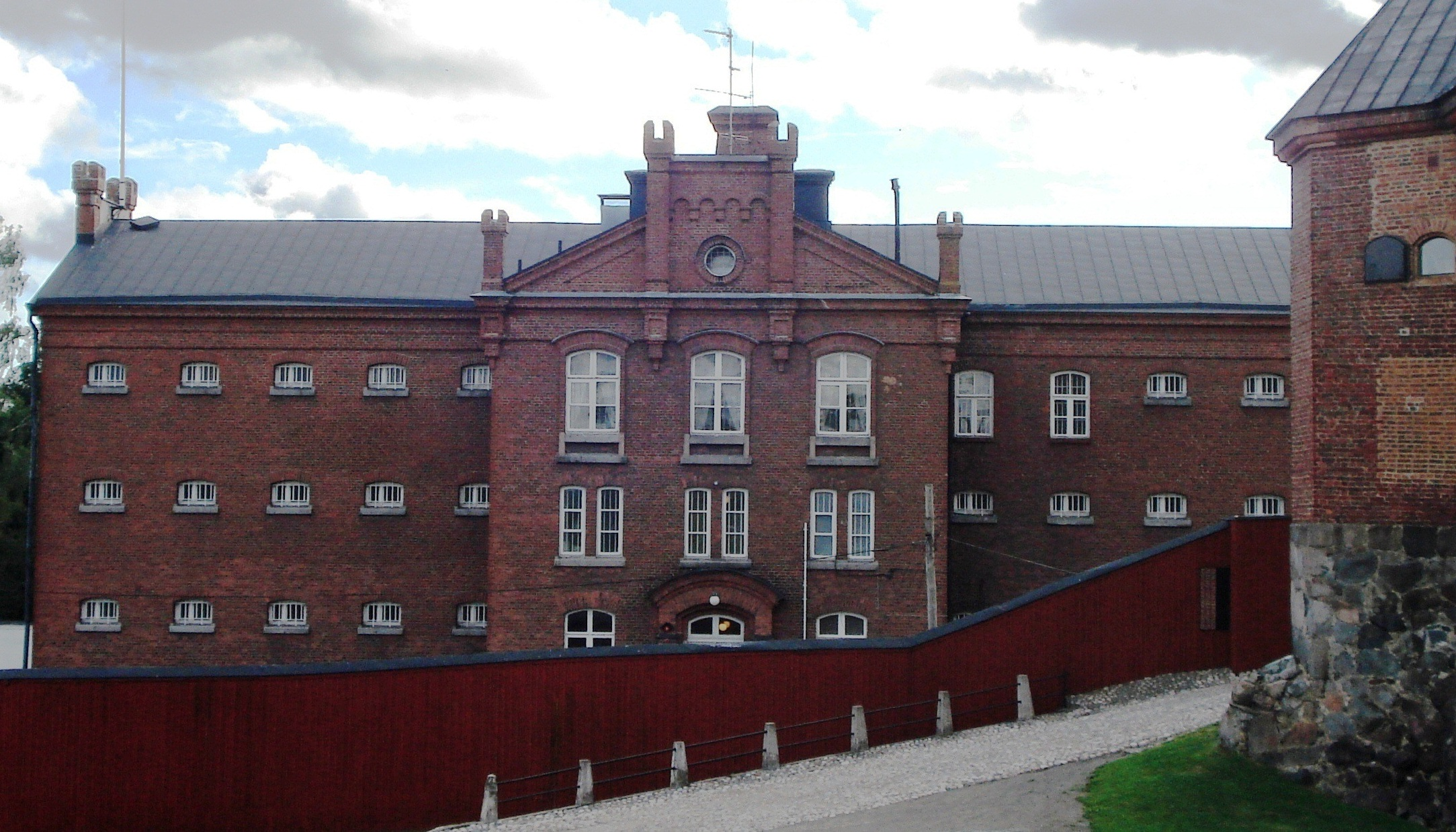
Le musée de la prison.

Le musée d'art d'Hämeenlinna, fonctionne dans des locaux construits sur d'anciens entrepôts de la Couronne en relation avec la Verkatehdas.
Parmi les autres musées d'Hämeenlinna citons le musée Skogster, la Maison natale de Jean Sibelius ou le musée Militaria.

### Espaces naturels

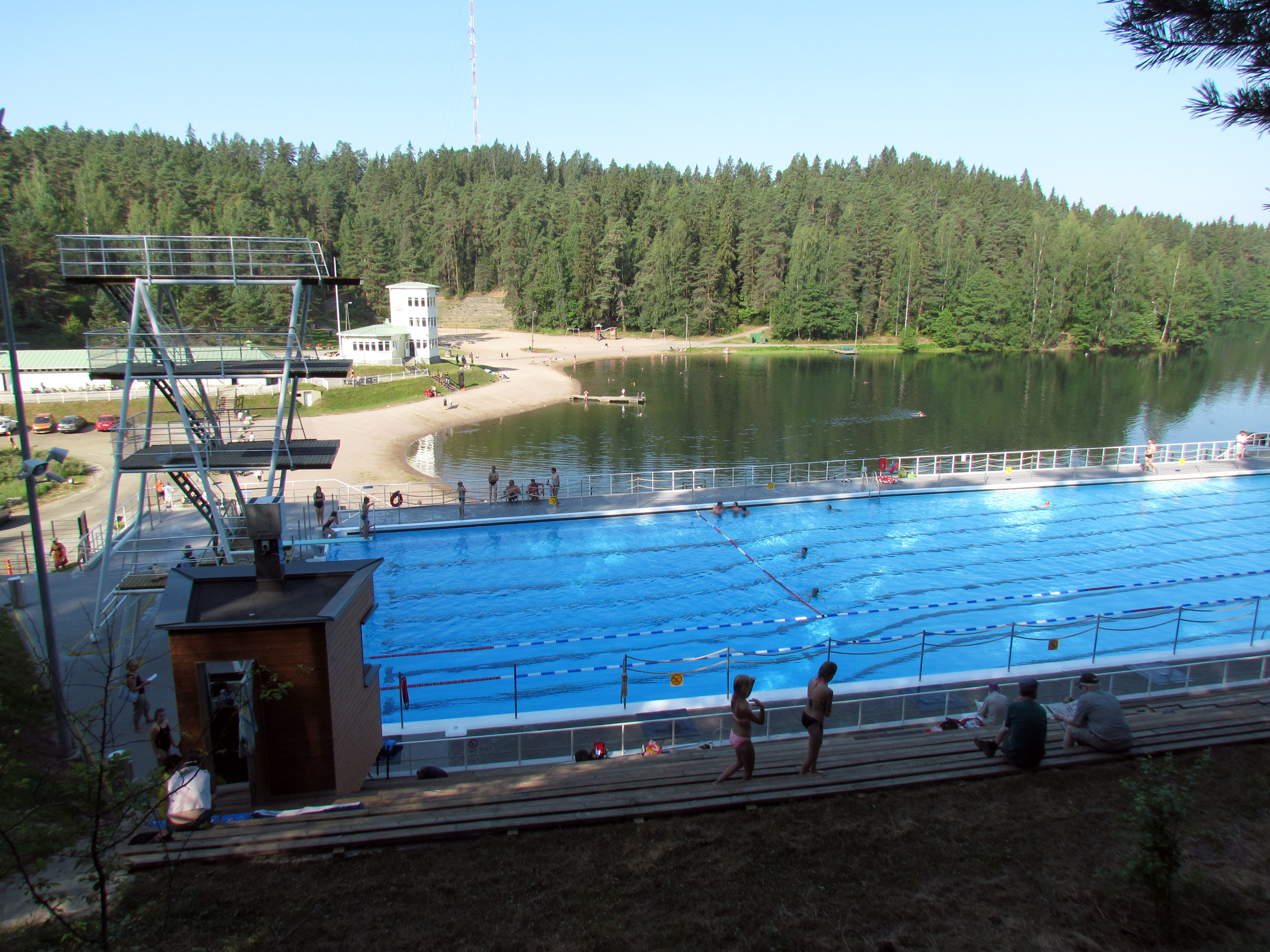
Piscine d'Ahvenisto

Les espaces naturels les plus fréquentés sont le parc naturel d'Ahvenisto, la forêt d'Aulanko, le parc municipal d'Hämeenlinna, le parc du château d'Hämeenlinna, l'esker Hattelmalanharju, la zone d'Evo et le lac Katumajärvi.
Le long de la rue Uhrikivenkatu, dans le quartier de Kauriala, se trouvait une pierre sacrificielle (fi), qui a été transférée dans un parc voisin en 2010.
Il y a aussi d'anciennes pierres sacrificielles, entre autres, dans le parc de Sibelius, à Hauho et à Lammi.
Le parc national urbain d'Hämeenlinna est le premier parc naturel urbain créé en Finlande.

## Transports

### Transports routiers
La ville est traversée par la route   (Helsinki-Tampere), la plus importante route interurbaine de Finlande et par la  ainsi que la .
La capitale est à 98 km et Tampere à 75 km.
La route principale 57 mène d'Hämeenlinna à Pälkäne.
Auparavant, Hämeenlinna était également l'extrémité de la route principale 55 vers Porvoo et de la route principale 56 menant à Tampere via Toijala.
Dans la partie nord-est d'Hämeenlinna, passe la route nationale 12 entre Tampere et Lahti, qui rejoint la route nationale 10 dans la zone de Tuulos.
Du même croisement, part la route principale 53 menant à Padasjoki.
La partie sud-ouest d'Hämeenlinna est longée par la route principale 54 entre Forssa et Lahti.
Hämeenlinna est traversée par la route des bœufs du Häme.

### Transports ferroviaires

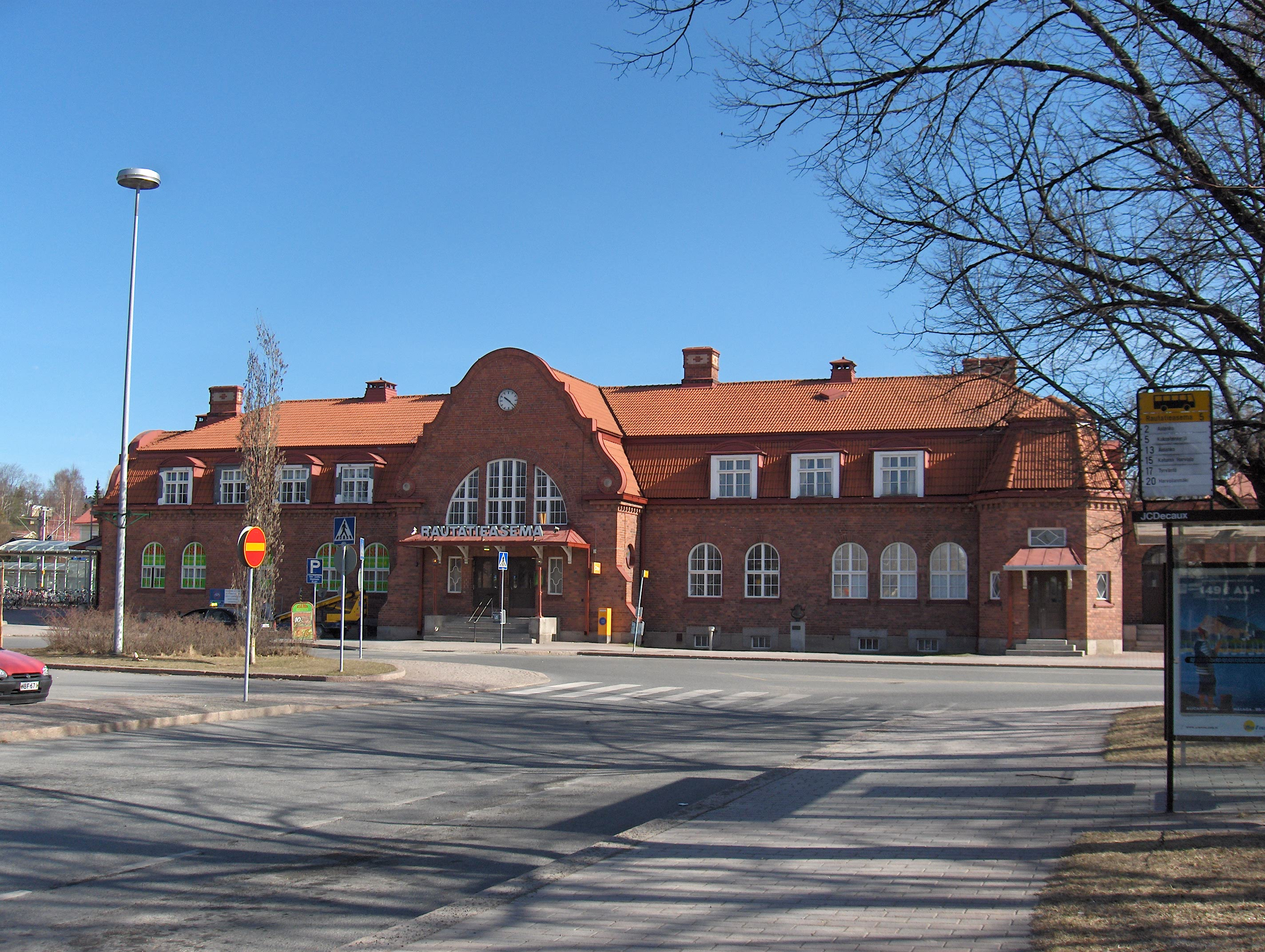
Gare d'Hämeenlinna

Les gare d'Hämeenlinna et la gare d'Iittala sont bien reliée à Tampere et Helsinki.
Tous les trains R la ligne Helsinki-Riihimäki-Tampere s'arretent aux deux gares.
De plus, la plupart des trains InterCity et certains trains Pendolino s'arrêtent à Hämeenlinna.
Les gare d'Hämeenlinna est à exactement une heure en train de la gare centrale d'Helsinki.
De nombreux habitants travaillent d'ailleurs dans la capitale et commutent quotidiennement.

### Transports aériens
Hämeenlinna est à environ 85 kilomètres de l'aéroport de Tampere-Pirkkala, environ 95 kilomètres de l'aéroport d'Helsinki-Vantaa et environ 140 kilomètres de l'aéroport de Turku.

### Transports lacustres

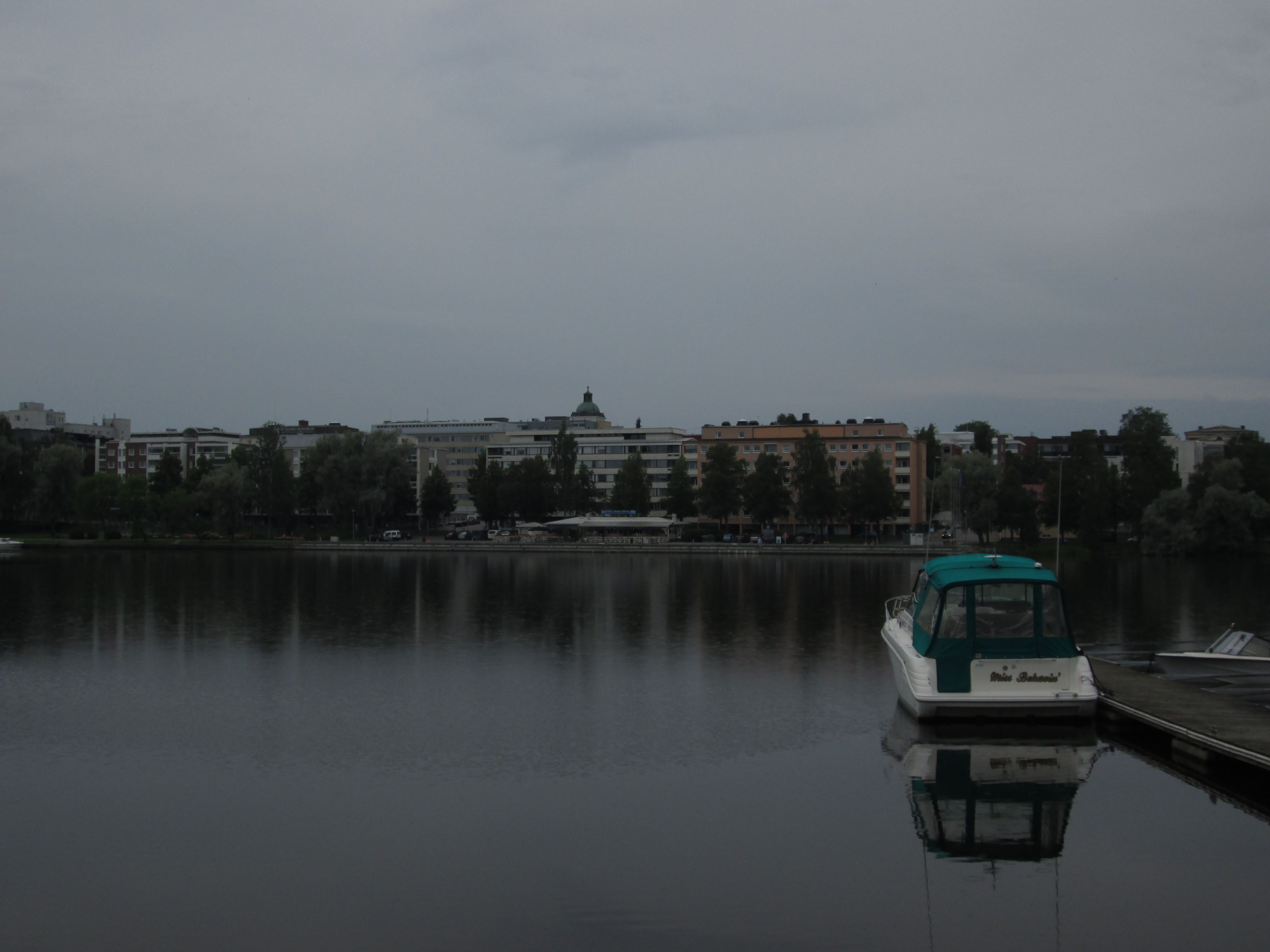
Port d'Hämeenlinna.

Le lac Vanajavesi, qui traverse Hämeenlinna dans une direction nord-sud, est utilisé depuis longtemps.
Pendant la saison estivale, il y a un trafic maritime régulier depuis le port d'Hämeenlinna en direction de Tampere.
Dans les années 2010, des croisières à la demande ont également commencé sur un petit bateau du centre ville en direction de Turenki à Hiidenjoki.

### Distances
Ci-dessous les temps de trajet et les distances entre le centre d'Hämeenlinna et certaines villes:
| Nom       | Distance | Train      | Bus        | Voiture    |
| --------- | -------- | ---------- | ---------- | ---------- |
| Tampere   | 75 km    | 41 min     | 60 min     | 46 min     |
| Helsinki  | 100 km   | 1 h 02 min | 1 h 15 min | 1 h 07 min |
| Riihimäki | 36 km    | 18 min     | 25 min     | 24 min     |
| Lahti     | 74 km    | 1 h 05 min | 1 h 10 min | 1 h 13 min |
| Turku     | 141 km   | 1 h 39 min | 2 h 05 min | 2 h 13 min |

## Éducation

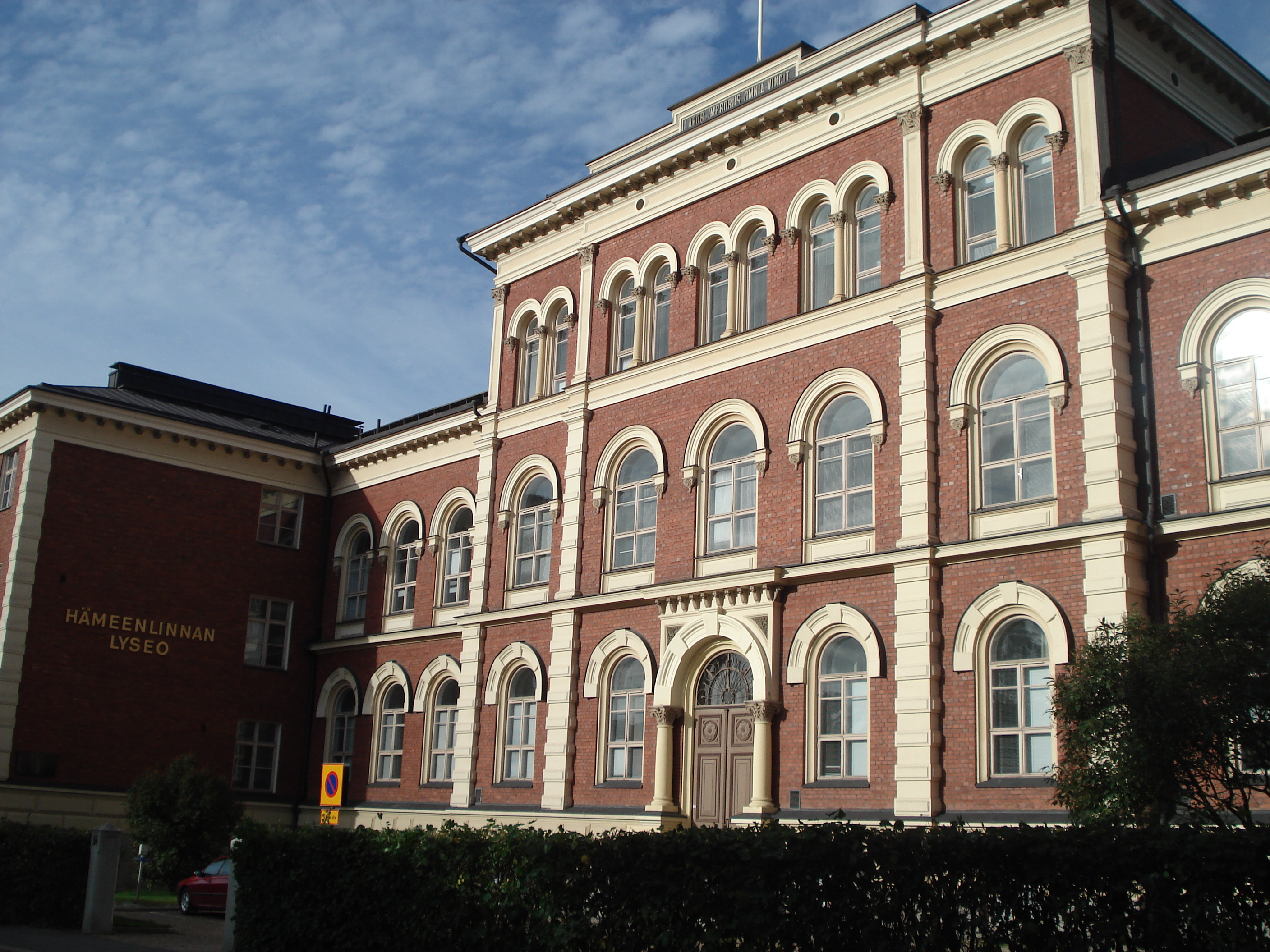
Lycée d'Hämeenlinna.

De nombreux finlandais célèbres ont étudié au lycée d'Hämeenlinna, comme le poète Eino Leino.
Hämeenlinna regroupe de nombreux établissements d'enseignement comme l'université des sciences appliquées HAMK, l'école professionnelle Tavastia, l'institut professionnel du Häme (fi), l'Institut professionnel de Kiipula ou la station biologique de Lammi.

## Villes jumelées
Hämeenlinna est jumelée avec les villes suivantes:
| Ville | Ville         | Pays | Pays      | Période                   |
| ----- | ------------- | ---- | --------- | ------------------------- |
|       | Bærum         |      | Norvège   | depuis 1950               |
|       | Celle,        |      | Allemagne | depuis 1971               |
|       | Frederiksberg |      | Danemark  | depuis 1947               |
|       | Hafnarfjörður |      | Islande   | depuis 1950               |
|       | Lucques       |      | Italie    | depuis 2019               |
|       | Püspökladány  |      | Hongrie   | depuis 1987               |
|       | Soumy         |      | Ukraine   | depuis le 31 janvier 2024 |
|       | Tartu         |      | Estonie   | depuis 1991               |
|       | Toruń,        |      | Pologne   | depuis 1989               |
|       | Tver,         |      | Russie    | 1954-2022                 |
|       | Uppsala,      |      | Suède     | depuis 1947               |
|       | Weimar        |      | Allemagne | depuis 1961               |

## Personnalités liées à Hämeenlinna
Nés  à Hämeenlinna
Parmi les personnes nées à Hämeenlinna : Uno Cygnaeus, Jean Sibelius, Armas Launis, Armas Lindgren, Larin-Kyösti, Rauni Mollberg Tauno Palo, Juha Itkonen, Olli Jalonen, Inni Siegberg.
Ayant étudié à Hämeenlinna
Parmi ceux qui ont fréquenté l'école à Hämeenlinna : Eino Leino, Juho Kusti Paasikivi, E. N. Setälä et Veijo Meri.

## Galerie

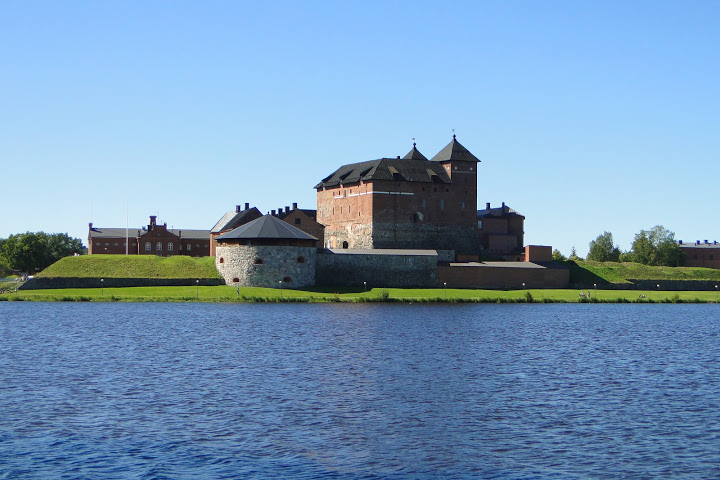
Le château du Häme.
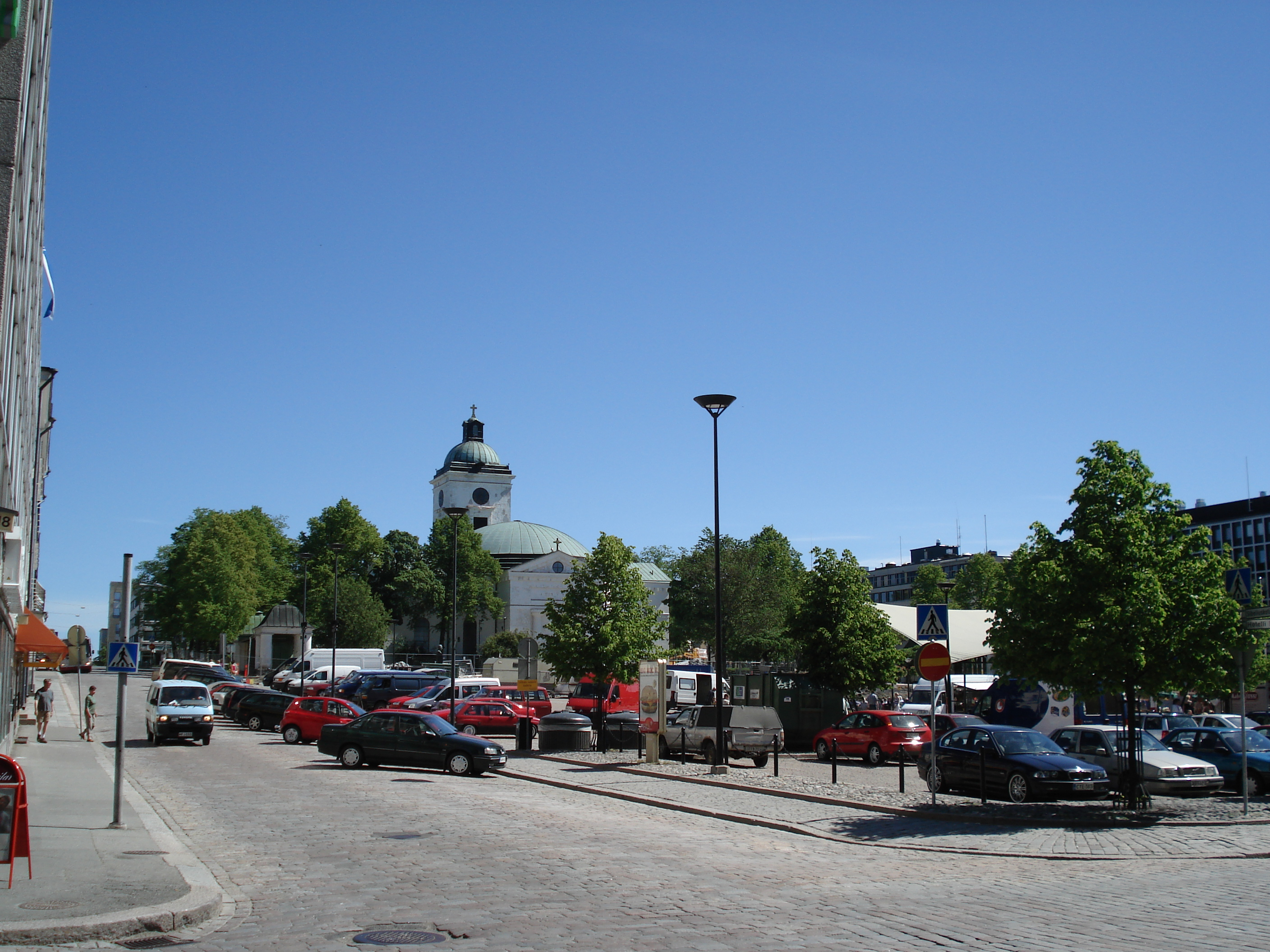
La place du marché et au fond l'église.
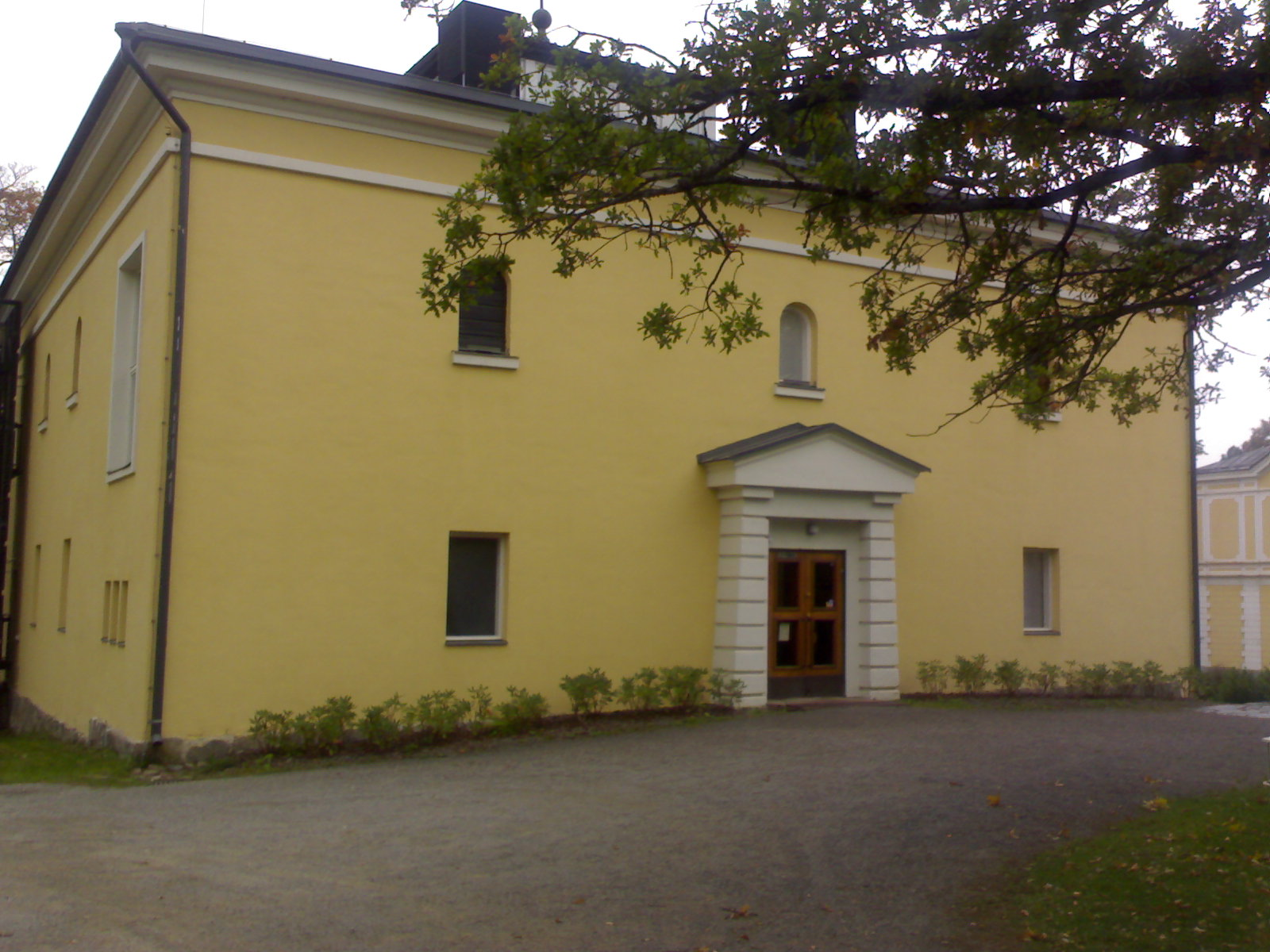
Musée d'art d'Hämeenlinna
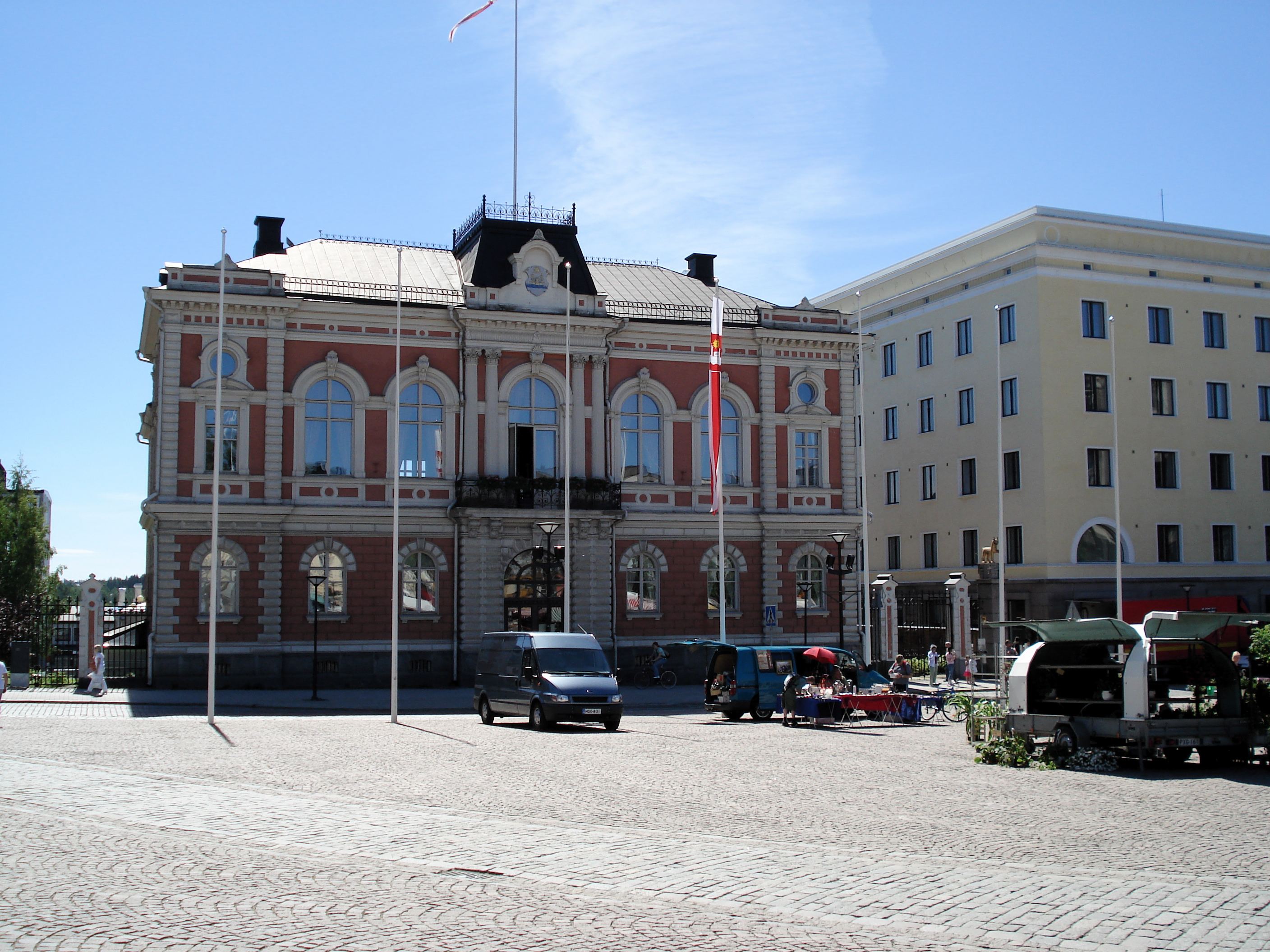
Place du marché d'Hämeenlinna.
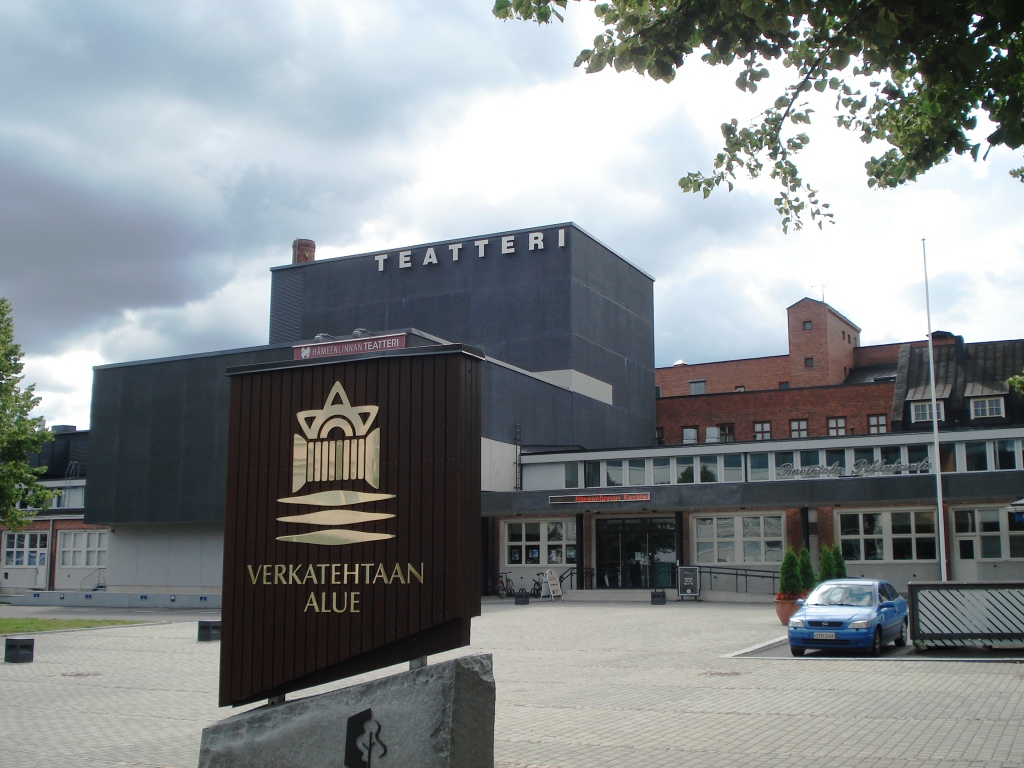
Théâtre d'Hämeenlinna
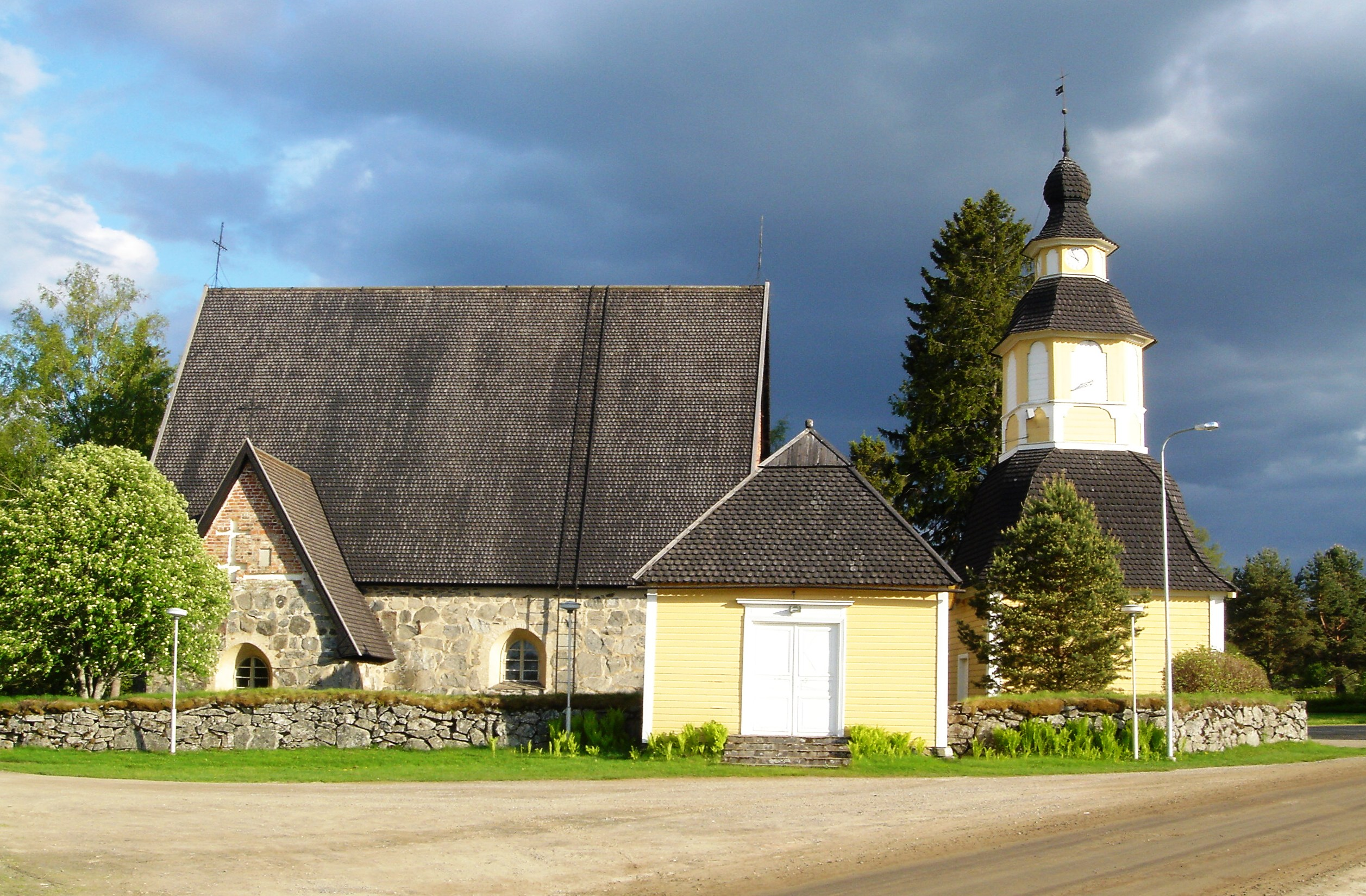
Église de Tuulos.
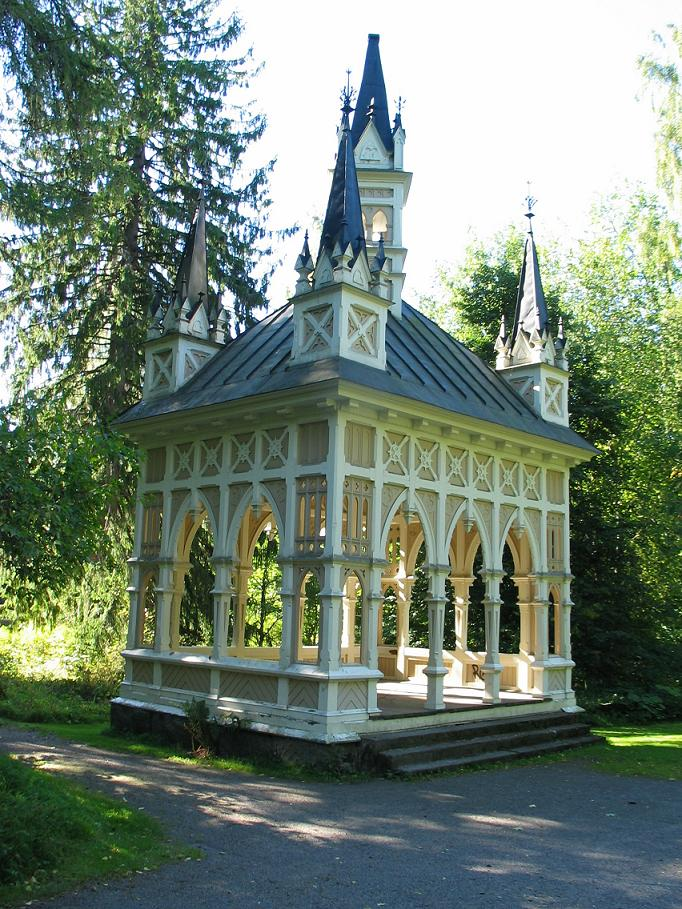
Temple d'Aulankoruusu.
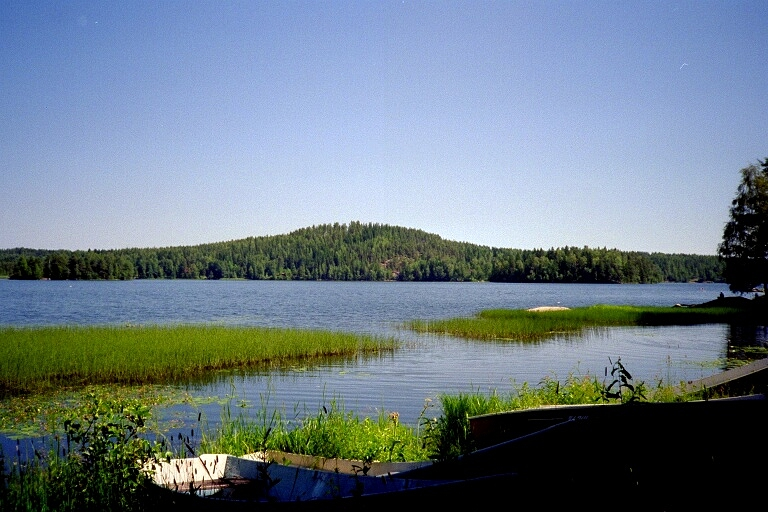
Lac Katumajärvi.